# Študentsko delo
Študentsko delo je začasno in občasno delo, ki ga opravljajo dijaki, študenti in udeleženci izobraževanja odraslih v času izobraževanja. Osebe morajo imeti za opravljanje študentskega dela veljaven status dijaka, študenta v Republiki Sloveniji ali status udeleženca v izobraževanju odraslih, pri čemer mora biti dijak starejši od 15 let, osebe s statusom udeleženca v izobraževanju odraslih pa morajo biti mlajše od 26 let in se izobraževati po javno veljavnih programih osnovnega, poklicnega, srednjega in  višjega strokovnega izobraževanja. Študentsko delo pa lahko opravljajo tudi osebe, ki so zaključile srednjo šolo v tekočem šolskem letu in bodo na podlagi vpisa na visokošolski zavod pridobile status študenta na začetku novega študijskega leta, državljani RS, ki imajo status dijaka ali študenta v tujini ter študenti tujih univerz, ki v okviru mednarodnih izmenjalnih programov opravljajo študijske obveznosti v RS (Začasno in občasno delo dijakov in študentov, 2017).
Dijaki in študenti, ki opravljajo študentsko delo, ne smejo biti zaposleni ali vpisani v evidenco brezposelnih oseb pri Zavodu Republike Slovenije za zaposlovanje. Za opravljanje študentskega dela je potrebna ustrezno izpolnjena napotnica s strani delodajalca, ki začasna in občasna dela posredujejo. Takšna oblika dela omogoča študentom in dijakom pridobivanje delovnih izkušenj in dodaten zaslužek v času izobraževanja, delodajalcem pa omogoča izbiro in selekcijo prihodnjih kadrov ter delovno silo, ki omogoča fleksibilno pokrivanje izrednih kadrovskih potreb (Začasno in občasno delo dijakov in študentov, 2017).

## Zakonska urejenost študentskega dela
Minimalna urna bruto urna postavka za začasno in občasno delo dijakov in študentov od 1.7.2017 znaša 4,61 evra. Študentsko delo se lahko opravlja le na podlagi napotnice, ki jo je izdal posrednik s koncesijo za opravljanje dejavnosti začasnega in občasnega dela dijakov in študentov. Napotnica se izda v štirih izvodih in postane veljavna, ko so vsaj trije izvodi napotnice podpisani in žigosani s strani posrednika in delodajalca. Dijak ali študent ob pričetku dela prejme en izvod potrjene napotnice. Izda se tudi v elektronski obliki in mora biti elektronsko podpisana tako s strani posrednika kot delodajalca (Začasno in občasno delo dijakov in študentov, 2017).
Seštevek števila dejansko opravljenih ur začasnega in občasnega dela dijaka ali študenta mora biti, ki ga evidentira delodajalec, mora biti  enak skupnemu številu opravljenih ur začasnega ali občasnega dela na napotnici. Na podlagi predpisov na področju začasnega in občasnega dela dijakov in študentov, morajo delodajalci upoštevati določbe Zakona o delovnih razmerjih (ZDR-1) o prepovedi diskriminacije, enaki obravnavi glede na spol, delovnem času, odmorih in počitkih, o posebnem varstvu delavcev, ki še niso dopolnili 18 let starosti in o odškodninski odgovornosti ter Zakon o varnosti in zdravju pri delu (ZVZD-1) (Začasno in občasno delo dijakov in študentov, 2017).

## Posredniki
Določena organizacija oziroma delodajalec je kot posrednik s koncesijo za opravljanje dejavnosti začasnega in občasnega dela dijakov in študentov, pooblaščen s strani Ministrstva za delo, družino, socialne zadeve in enake možnosti s pogodbo o koncesiji. Organizacija oziroma delodajalec mora izpolnjevati kadrovske, organizacijske in druge pogoje, opredeljene v Pravilniku, v poglavju II. Pogoji za opravljanje dejavnosti. Koncesijska pogodba lahko preneha veljati s potekom časa, za katerega je bila sklenjena, z odpovedjo ene od pogodbenih strank, z odvzemom koncesije ali s prenehanjem koncesionarja ali z dnem uvedbe stečajnega ali likvidacijskega postopka. ZZZPB na podlagi člani 6.e določa, da lahko MDDSZ odvzame koncesijo koncesionarju brez predhodnega opozorila, če ugotovi, da ta opravlja dejavnost zunaj podeljene koncesije ali v nasprotju s koncesijsko pogodbo, oziroma je opravljal dejavnost pred sklenitvijo koncesijske pogodbe, če je iz letnega poročila razvidno, da v poročanem letu ni opravljal koncesijske dejavnosti, če s poslovanjem krši predpise ali če v postavljenem roku ni odpravil pomanjkljivosti v skladu z ugotovitvami ministrstva, pristojnega za delo, ali drugega pristojnega organa (Začasno in občasno delo dijakov in študentov, 2017).

## Prispevki študentov in delodajalcev
S 1. 9. 2016 (Obvestilo o spremembi predpisov na področju začasnega in občasnega dela dijakov in študentov, 2015) je za študentsko delo značilno, da je vključeno v pokojninsko in invalidsko zavarovanje, zdravstveno zavarovanje ter zavarovanje za poškodbe pri delu in poklicne bolezni. Od študentskega dela pa se plačujeta tudi koncesijska (štipendije, Študentska organizacija Slovenije, posredniki) in dodatna koncesijska dajatev (študentski domovi). Prispevke in dajatve od te vrste dela obračuna in poravna posrednik ob izvedbi plačila dijaku in študentu (Začasno in občasno delo dijakov in študentov, 2017).
Prispevki dijaka oziroma študenta za pokojninsko in invalidsko zavarovanje znašajo 15,5 % na znesek na napotnici, prispevki delodajalcev pa za pokojninsko in invalidsko zavarovanje znašajo 8,85 %, za zdravstveno zavarovanje 6,36 %, za poškodbe pri delu in poklicne bolezni 0,53 %, za koncesijsko dajatev 16,00 % in za dodatno koncesijsko dajatev 2,00%. Vsota vseh prispevkov delodajalcev znaša 33,74% (Začasno in občasno delo dijakov in študentov, 2017).

## Mladi na trgu dela
Pri zaposlovanju mladih na trgu dela, so za delodajalce pomembne predvsem tri značilnosti mladih; njihovo znanje, delovne izkušnje in sociokulturni kapital. Ker danes znanje hitro zastareva, je pomemben vidik mladih ta, da na trg delovne sile vstopijo po končanem izobraževanju, zato je njihova najpomembnejša prednost sveže znanje, za razliko od tistih, ki so izobraževanje zaključili več let nazaj. Prav tako so pomembne spretnosti in kompetence, ki jih mladi v sodobni družbi pridobijo v procesu izobraževanja, kot je uporaba računalnika in interneta, komunikacijske spretnosti, sporazumevanje v angleščini, mobilnost… Vendar to vodi tudi do slabšega položaja mladih, ki pa teh znanj ne pridobijo, zaradi morebitne nižje izobrazbe, kar jim lahko preprečuje dostop do zaposlitve. Ker za delodajalce mladi pomenijo neizkušeno delovno silo, ki ji primanjkuje delovne usposobljenosti, delodajalci običajno mladim ponudijo bolj fleksibilne in nestalne oblike dela ter ga tako spoznajo in zmanjšajo raven tveganja ob njegovi zaposlitvi. Je pa za mlade značilen tudi sociokulturni kapital, ki ga sestavljajo lastnosti, ki so posledica socializacije, predhodnih izkušenj in osebnostne lastnosti. Zdi se da delodajalci pri zaposlovanju sociokulturnemu kapitalu pripisujejo vedno večji pomen, predvsem na področju storitvenega sektorja. Mladim pripisujejo lastnosti kot so dovzetnost za spremembe, prilagodljivost, inovativnost in manjša zahtevnost glede zaposlitve, kar je lahko v razmerah večje fleksibilnosti trgov delovne sile njihova konkurenčna prednost (Trbanc in Verša, 2002).

## Študentje in dijaki kot delovna sila
Po M. Trbanc (2005) je za študentskim delom značilno veliko povpraševanje, saj gre za fleksibilno in relativno poceni delovno silo.  Delodajalec s študentom oziroma dijakom navadno ne sklene nikakršne pogodbe in ga na ta račun ne zavezuje nikakršna obveznost povezana z odpovedjo te pogodbe. So pa delovna mesta, razpisana za študente, sestavljena predvsem iz oglasov, kjer je ponujeno študentsko delo za daljše časovno obdobje (Antić, 2006). 
V Inšpektoratu za delo (Trček, 2014) navajajo, da se nadaljuje trend, da nekateri delodajalci zapolnjujejo primanjkljaje delovne sile v svoji organizaciji s študentskim delom, raje kot z zaposlitvijo novega delavca za določen čas. To je predvsem opazno v gostinstvu in trgovini. Nekateri delodajalci pa sploh nimajo redno zaposlenih delavcev, ampak zaposlujejo samo študente, samostojne podjetnike ali osebe, ki delajo na podlagi podnajemih pogodb.

## Prednosti in pomanjkljivosti študentskega dela

### Prednosti študentskega dela

##### Z vidika študentov oziroma dijakov
Študentom študentsko delo omogoča dodatni zaslužek, s katerim lahko razbremenjujejo starše ali pa si privoščijo stvari, ki si jih brez tega ne bi mogli. Na ta način si študenti tudi nabirajo neformalne izkušnje, ki jim bodo lahko pripomogle k boljši zaposljivosti ob vstopu na trg delovne sile. Če je študentsko delo posameznika povezano z njegovo izobrazbo, je lahko to način, s katerim teorijo, dobljeno v procesu izobraževanja, poveže s prakso v okviru študentskega dela. Študentsko delo pa tudi nekateri dijakom ali študentom omogoča kasnejšo redno zaposlitev v organizaciji, kjer opravljajo študentsko delo, če se izkažejo kot dobri delavci (Antić, 2006).
Prav tako študentska zaposlitev lahko za študenta oziroma dijaka predstavlja pozitiven vpliv na njegovo duševnost, saj predstavlja način razvijanja njegovih sposobnosti, spretnosti, zbiranja znanja in izkušenj, pridobivanja delovnih navad in možnost osebnostnega zorenja. Delo poleg telesnega zdravja, spodbuja tudi duševno ravnovesje. Dosežki pri delu, posameznika osrečujejo in tudi vplivajo na njegovo samozavest in samospoštovanje (Bilban, 2015).

#### Z vidika delodajalcev
Študentsko delo delodajalcem predstavlja cenejšo obliko najemanja delovne sile, ki je izredno prilagodljiva glede delovnika in začetka dela. Študente in dijake lahko delodajalci najemajo in odpuščajo kadarkoli, odvisno od kadrovskih potreb v organizaciji. Delodajalci lahko študente zaposlujejo tudi za zahtevnejša in strokovna dela, za katera bi drugače morali redno zaposliti nove delavce. Prav tako pa lahko s pomočjo študentskega dela, delodajalci najdejo potencialnega novega delavca in se s tem izognejo strošku in času, ki bi ga izgubili za iskanje (Antić, 2006).

### Pomanjkljivosti študentskega dela

#### Z vidika študentov oziroma dijakov
Ker študenti niso v delovnem razmerju z delodajalcem, niso deležni nekaterih pravic, ki pripadajo ostalim zaposlenim, kot so plačilo prevoza, stroškov prehrane, pravica do plačanega dopusta ali plačane bolniške odsotnosti… Študenta ne varuje nobena pogodba, sklenjena z delodajalcem, zato lahko kadarkoli ostane brez dela. Opravljanje študentskega dela lahko vodi do manjše količine časa, posvečene študiju, kar se lahko pozna tudi na uspehu. Študentsko delo lahko posledično vodi do povečanja brezposelnosti mladih, ko te vstopijo na trg delovne sile, saj delodajalci raje zaposlujejo študente oziroma dijake, ki jim predstavljajo cenejšo delovno silo (Antić, 2006). Zaradi prednosti, ki jih študentom predstavlja študentsko delo, lahko le to vodi, do podaljševanja študija in posledično tudi prepoznega prehoda na trg dela (Štiftar, 2010). Pri morebitnem neplačilu študentskega dela pa pomanjkljivost predstavlja tudi to, da inšpektorji zoper delodajalca ne morejo ukrepati niti v postopku o prekršku (Trček, 2015).
Ko dijak ali študent opravlja delo, ki je neskladno z njim, z njegovimi vlogami izven študentskega dela, to lahko vodi do doživljanja stresa. Tako kot pri redni zaposlitvi, lahko tudi študentu oziroma dijaku povzročajo stres prevelike zahteve s strani delodajalca, kot so premalo časa ali preveč dela, ko delo ni vzpodbudno, so njegove delovne naloge nejasno opisane, če delajo v neugodni razmerjih… Predvsem pa je pomemben dejavnik stresa nezanesljivost službe, ki je ena od pomembnih značilnosti študentskega dela (Teržan, 2002).

#### Z vidika delodajalcev
Ena od pomanjkljivosti študentskega dela z vidika delodajalcev se nanaša na nezanesljivost takšnega dela, saj lahko študenti in dijaki opravljanje dela odpovejo kadarkoli, prav tako pa za kakovost opravljenega dela delodajalcu niso odgovorni. Takšna odpoved oziroma slabša kakovost opravljenega dela sta lahko kaznovani le z neplačilom delodajalca. Prav tako se delodajalci z najemanjem študentske delovne sile izognejo postopku izbire kandidatov, kar lahko vodi do neustreznega izbora kandidatov in pogosto menjavanje le-teh (Antić, 2006). Do pogostega menjavanja kandidatov pa lahko pride tudi zaradi stresa, ki ga lahko študentsko delo predstavlja študentom. Stres je namreč lahko eden od ključnih vzrokov za zamenjavo delovnega mesta in, ker študente k delovnem mestu ne zavezuje nobena pogodba, lahko delovno mesto zapustijo kadarkoli. To lahko povzroči motnje v delovanju podjetja in njegove uspešnosti, višje stroške delovanja podjetja in slabšo kakovost delovnega procesa (Bajt, Jeriček Klanšček in Britovšek, 2015). Ker med študenti in delodajalci ni nobene pogodbe, te niso zavezani k molčečnosti, ob morebitnem poznavanju zaupnih podatkov (Antić, 2006).